# Plasselb
Plasselb é uma comuna da Suíça, no Cantão Friburgo, com cerca de 998 habitantes. Estende-se por uma área de 18,11 km², de densidade populacional de 55 hab/km². Confina com as seguintes comunas: Val-de-Charmey, Giffers, La Roche, Le Mouret, Plaffeien, Sankt Silvester.
A língua oficial nesta comuna é o Alemão.